# 대용병대
대용병대(Great Company)는 14세기 중반에 흥성했던 자유용병대다. 주로 독일인들로 대원들이 구성되었으나 활동은 이탈리아반도에서 했다. 전성기에는 대원이 10,000-12,000 명에 달했고, 주로 기병대였다.
1343년 베르너 폰 우르슐링겐이 창설했다. 우르슐링겐은 로드리시오 비스콘티의 산조르조 용병대에서 복무하며 파라비아고 전투에 종군한 경험을 살려 독립해 자기 용병대를 만든 것이었다. 지휘관으로는 그 동생 라인하르트 폰 우르슐링겐, 에토레 다 파니고, 콘라트 폰 란다우, 프란체스코 데글리 오르델라피 등이 있었다. 창설 시점에서 병력은 맨앳암즈 3,000 명이라고 기록되어 있다. 그해 가을 용병대는 해산되었고, 우르슐링겐과 그의 독일인 부하들은 고향으로 돌아갔다.
1347년, 헝가리 국왕 러요시 1세가 나폴리 여왕 조반나 1세와 전쟁을 하면서 우르슐링겐을 고용했다. 우르슐링겐은 옛 전우 란다우와 재회하고, 프로방스 출신 기사 몽레알 드 알바르노와 안면을 텄다. 그들의 용병대는 1349년 멜레토 전투에서 대승을 거두었다. 이후 용병대는 다시 갈라져서 우르슐링겐과 란다우는 중부 이탈리아로 가고, 알바르노는 나폴리에 남았다.
우르슐링겐은 1351년 은퇴하고, 란다우는 알바르노와 합류했다. 알바르노가 용병대장이 되면서 이탈리아인과 프로방스인, 헝가리인들도 용병대에 합류했다. 주요 작전 반경은 다시 중부 이탈리아가 되었다. 1353년-1354년, 용병대는 전투병력만 10,000 명, 비전투 종군민간인은 20,000 명에 달했다. 1354년 알바르노가 로마에서 붙잡혀 사형당하자 란다우가 대장이 되었다. 용병대는 1358년 베네치아 동맹과 계약을 맺었고, 이듬해에는 시에나 공화국과 계약했다. 이때 용병대는 시에나로 가는 길의 레스칼렐레 산악지대의 습격과, 피렌체 공화국에게서 지휘관들의 몸값을 받아오는 일 등으로 고난을 겪었다.
1359년 용병대는 다시 전성기를 맞아 병력이 20,000여명에 달했다. 그 뒤 리미니, 파브리아노, 카메리노, 교황령, 피렌체에서 싸웠다. 그러나 1359년 6월 모셰 벌판 전투에서 판돌포 2세 말라테스타가 이끄는 피렌체군에게 대패를 당했다.
1363년, 용병대는 밀라노 공국의 비스콘티가에게 고용되었고, 알베르트 슈테르츠의 백색용병대와 싸웠다. 3개월에 걸친 충돌 끝에 칸투리노 전투에서 백색용병대가 대용병대를 완전히 궤멸시켰고 용병대장 란다우 본인도 전사했다.

## 같이 보기
- 자유용병대